# Jurij Danczenko
Jurij Wołodymyrowycz Danczenko, ukr. Юрій Володимирович Данченко (ur. 9 sierpnia 1979) – ukraiński piłkarz grający na pozycji pomocnika, a wcześniej napastnika.

## Kariera piłkarska

### Kariera klubowa
Wychowanek Szachtara Donieck, w składzie drugiej drużyny którego rozpoczął karierę piłkarską. 11 marca 1999 roku debiutował w podstawowym składzie Szachtara. Potem występował w klubach Metałurh Donieck, Maszynobudiwnyk Drużkiwka, Stal Ałczewsk i Polihraftechnika Oleksandria. Na początku 2003 został zaproszony do Czornomorca Odessa, skąd latem 2003 przeniósł się do Krywbasa Krzywy Róg. Na początku 2004 wyjechał do Kazachstanu, gdzie bronił barw FK Taraz, ale latem 2004 powrócił do Krywbasa. Podczas przerwy zimowej sezonu 2004/05 został piłkarzem Stali Dnieprodzierżyńsk. Jesienią 2005 zasilił skład Heliosa Charków. W lutym 2007 podpisał kontrakt z Dniprem Czerkasy. Latem 2008 odszedł do krymskiego klubu Feniks-Illiczoweć Kalinine. W kwietniu 2009 został zaproszony przez trenera Ihora Żabczenkę do Zirki Kirowohrad, w którym zakończył karierę piłkarską.

## Sukcesy i odznaczenia

### Sukcesy klubowe
- wicemistrz Ukrainy: 1999